# Memphis Pal Moore
Memphis Pal Moore, de son vrai nom Thomas Wilson Moore, est un boxeur américain né le 28 juillet 1894 à Kenton, Tennessee, et mort le 18 mai 1953.

## Biographie
Boxeur professionnel de 1913 à 1930, il compte à son palmarès plusieurs victoires prestigieuses face à Young Zulu Kid, Joe Lynch, Jack Wolfe, Pete Herman, Kid Williams, Johnny Buff, Sammy Mandell, Eugène Criqui, Bud Taylor, Harry Forbes et Johnny Ertle.

## Distinction
- Memphis Pal Moore est membre de l'International Boxing Hall of Fame depuis 2011[2].